# یوزف کورنی
یوزف کورنی (آلمانی: Josef Kozeny؛ زاده ۱۸۸۹ درگذشته ۱۹۶۷) یک فیزیک‌دان اهل اتریش بود.